# Helvetisches Goldmuseum

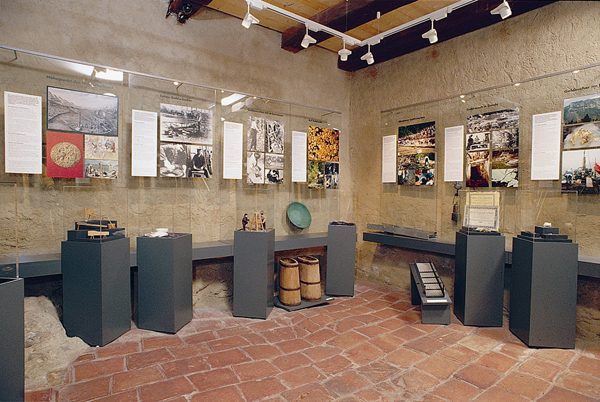
Helvetisches Goldmuseum Burgdorf – Goldkammer Schweiz

Die Goldkammer Schweiz im Museum Schloss Burgdorf im Schweizer Kanton Bern vermittelt einen Überblick über die Goldwäscherei und den Goldbergbau in der Schweiz.

## Geschichte
Das Helvetische Goldmuseum entstand im Juni 2000 auf Initiative von Werner Lüthi im ehemaligen Verlies im Wehrturm des Schlosses Burgdorf. Auf zwei Stockwerken wurde die Geschichte der Goldsuche und Goldgewinnung dargestellt.
Nach einem grösseren Schlossumbau wurde das Helvetische Goldmuseum 2020 als Goldkammer Schweiz ins neue Museum Schloss Burgdorf integriert. Der Verein Goldkammer Schweiz ist jedoch weiterhin für die Betreuung der Sammlung zuständig.
Die Ausstellung in der Goldkammer befasst sich mit der Entstehung, der Gewinnung, der Bearbeitung und der Verwendung des Goldes. Neben Gerätschaften, Bildern und zahlreichen Objekten zur Kulturgeschichte des Goldes finden sich hier auch verschiedene Goldproben von schweizerischen Fundstellen und zum Vergleich Proben aus der ganzen Welt. Der Schwerpunkt der Ausstellung stellt die Goldgewinnung im Napfgebiet dar. In den Kantonen Bern und Luzern entwickelte sich in früheren Zeiten das Goldwaschen rund um den Napf zu einer wichtigen Nebenverdienstquelle. Zwischen 1523 und 1800 wurden allein im luzernischen Napfgebiet rund 31 Kilogramm Waschgold gewonnen. Heute ist Goldwaschen noch eine beliebte Freizeitbeschäftigung.
Zusätzlich umfasst das Sammlungsgut Objekte und Dokumente von mehreren Goldvorkommen der Schweiz, in welchen zeitweise Bergbau betrieben worden ist. Dies betrifft über Jahrhunderte andauernde Bergbauaktivitäten in den Kantonen Graubünden, Wallis und Tessin. So wurde z. B. im Malcantone im Kanton Tessin im Bergwerk Sessa sporadisch bis Mitte der 1940er-Jahre Gold abgebaut, während die anderen Minen bereits früher stillgelegt worden waren.